# Nina (Paisiello)
Nina, o sia La pazza per amore (Nina, o la boja per amor) també coneguda simplement com a Nina, és una òpera qualificada de commedia in prosa ed in verso per musica, en dos actes, amb música de Giovanni Paisiello sobre llibret italià de Giambattista (també Giovanni Battista) Lorenzi, basat en la traducció italiana de Giuseppe Carpani del llibret de Benoît-Joseph Marsollier des Vivetières Nina, ou La folle par amour. Va ser la setantena tercera òpera de Paisiello, compositor prolífic que la va compondre als 49 anys.
La comèdia de Marsollier havia estat posada en música a França per Nicolas Dalayrac i estrenat a Itàlia en traducció de Carpani. Lorenzi hi va afegir algun text en prosa als versos de Carpani i Paisiello els va tornar a posar en música. La primera versió constava d'un sol acte i contenia text parlat, sense recitatius, a la manera del singspiel alemany.
La peça més popular de l'òpera és l'ària de la soprano, del primer acte, Il mio ben, quando verrà, en què queda palesa de manera inqüestionable la senzilla inventiva melòdica de Paisiello i el pregon sentiment humà que traspua tota l'obra.

## Representacions
Va ser estrenada en una versió d'un únic acte al Teatre del Reale Sito di Belvedere, a San Leucio, prop del Palau Reial de Caserta, el 25 de juny de 1789. L'estrena va ser un vertader èxit, que va revestir caràcter d'esdeveniment nacional, ja que hi estaven presents les principals autoritats del regne i fins i tot la reina Maria Carolina.
La primera representació pública va tenir lloc al Teatro dei Fiorentini de Nàpols, a la tardor de 1790. Posteriorment va viatjar a Viena (1790), on Lorenzo da Ponte va revisar-ne el llibret i el compositor Josef Weigl va afegir nous números cantats. L'any 1791 es va presentar a París, amb un arranjament dels recitatius fet per Luigi Cherubini, qui també va afegir-ne una ària original. Aviat Paisiello va produir les seues pròpies versions, en primer lloc dividint l'acció en dos actes, i després substituint el text parlat per recitatius. La versió «definitiva» es va estrenar a Parma l'any 1794.

## Argument
Lloc: Itàlia
Temps: segle xviii

### Acte I
Jardí. Els camperols es lamenten del destí de Nina, la filla del comte, que ha embogit; i pregunten a la seua governanta, Susanna, que els explique la raó. Susanna conta que Nina estava promesa a un jove a qui coneixia des de petita i de qui estava enamorada, Lindoro. Però el comte, caient en l'avarícia, va decidir casar-la amb un home més ric. Lindoro va citar Nina per acomiadar-s'hi, i el nou promès, trobant-los plegats va travessar Lindoro amb la seua espasa, deixant-lo jacent en un bassal de sang. El pare li va demanar a Nina de reconèixer com a marit l'assassí del seu estimat i això va fer caure Nina en un estat de deliri: sovint pensa que Lindoro encara és viu, que es troba de viatge, i que aviat tornarà a reunir-se amb ella. El comte, per altra banda, està ple de remordiments i expressa que faria qualsevol cosa per aconseguir guarir la seua filla. Nina apareix i es lliura a una llarga escena de bogeria, preguntant-se per què no torna el seu estimat. Algunes camperoles intenten consolar-la cantant. Quan veu al pare, no el reconeix, però es mostra irada amb ell i l'acusa de ser la causa de la seua dissort. Només un pastor, que canta acompanyat d'una cornamusa pot entendrir-la. Finalment les camperoles la convencen per acompanyar el pastor al poble.

### Acte II
El mateix decorat. El comte es mostra desolat amb l'estat de la seua filla. Susanna intenta consolar-lo, i després surt. Un alterat Giorgio, que gairebé no pot articular paraula, arriba amb la notícia que Lindoro ha estat vist al poble. Aviat Lindoro arriba a la presència del comte, qui li dona mostres d'afecte i l'anomena «fill», davant l'estupefacció del jove. El comte el posa al corrent de la malaltia de Nina i ambdós acorden la manera de tornar a la jove a la raó. Nina torna del poble. Inicialment no reconeix Lindoro, i el confon amb un amic d'aquell. No obstant això, l'interès i la sorpresa de Nina augmenten quan Lindoro li conta fil per randa llur història d'amor. Finalment, Lindoro conclou la seua narració mostrant-li a Nina una armilla que ella mateixa va brodar-li. En aquest moment, Nina el reconeix i recupera l'enteniment. Després de tants patiments, la parella podrà unir-se en matrimoni amb la benedicció del comte i entre l'alegria general.

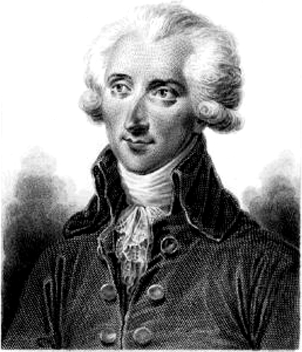
Benoît-Joseph Marsollier des Vivetières, comediògraf francés autor de Nina, ou la Folle par amour llibret d'opéra comique francesa en què es basa l'òpera de Paisiello.

## Llibret
Es tracta d'una comèdia sentimental, amb números musicals i diàlegs parlats. Amb una perfecta equidistància entre el caràcter de l'opera buffa i del drama musical, Nina pot considerar-se precursora de l'òpera semiseria, en la qual adquireix una importància cabdal la descripció dels sentiments. El drama en si, la suposada mort de Lindoro a mans del seu rival, és deixat de banda i només apareix a l'inici de l'òpera com una contalla de Susanna. Així la resta de l'òpera tractarà de les seues conseqüències domèstiques, íntimes, i en particular les situacions més patètiques a què es veu abocada la pobra Nina, a la qual la mort del seu estimat l'ha portada a la bogeria. És en aquestes escenes on Paisiello «es va trobar còmode i va poder expandir els tresors de la seua vena delicadament i poèticament sentimental». Pot dir-se, doncs, que aquesta òpera inaugura el que a França s'anomenarà comédie larmoyante, i que l'enamorada i delirant Nina és el precedent artístic de moltes altres criatures semblants, com ara l'Amina de La sonnambula o l'Elvira de I puritani. La Nina també pot considerar-se precedent de les heroïnes romàntiques que embogeixen en el paroxisme del drama, el model de les quals seria la Lucia de Donizetti, tot i que com s'ha dit adés, la bogeria romàntica és conseqüència del drama desenvolupat a escena, mentre que en el nostre cas, Nina se'ns apareix malalta des del primer moment i l'esperat final feliç és el del seu guariment.